# Order Krzyża Grunwaldu
Order Krzyża Grunwaldu (do 1960 Order „Krzyż Grunwaldu”) – polskie wysokie wojskowe odznaczenie państwowe okresu PRL.
Order Krzyża Grunwaldu został ustanowiony w listopadzie 1943 roku przez Dowództwo Główne Gwardii Ludowej, a zatwierdzony jako order państwowy 20 lutego 1944 roku uchwałą Krajowej Rady Narodowej. Następnie zatwierdzony dekretem PKWN z 22 grudnia 1944 i ustawą z 17 lutego 1960. W 1992 r. nadawanie orderu uznano za zakończone i nie przyjęto go do aktualnego systemu polskich odznaczeń.

## Historia
Wprowadzenie orderu wiąże się z rozwojem komunistycznego ruchu oporu w Polsce w 1943 roku, nie podporządkowującego się polskiemu rządowi emigracyjnemu. Aby wyróżnić uczestników walk tego ruchu oporu, początkowo, 15 lipca 1942, wprowadzono trzystopniowe pisemne pochwały Dowództwa Głównego Gwardii Ludowej. W maju 1943 roku jednakże szef Sztabu Głównego GL płk Franciszek Jóźwiak „Witold” podjął inicjatywę wprowadzenia nowego, własnego odznaczenia bojowego. Po zaakceptowaniu tego pomysłu przez kierownictwo Polskiej Partii Robotniczej, podjęto działania nad jego wprowadzeniem.
Na posiedzeniu Sztabu Głównego GL PPR i Komitetu Centralnego PPR 8 listopada 1944, w mieszkaniu sierż. Jerzego Kilanowicza ps. „Maciek” przedstawiono kilka pomysłów:
- Order „Za Wolność Naszą i Waszą” – propozycja z Obwodu Łódzkiego
- Order „Za Wolność i Lud” – propozycja kpt. Stanisława Nowickiego ps. „Felek”
- Order Orła Powstańczego (orzeł bez korony ze skrzyżowanymi u dołu karabinem i kosą[6]) – propozycja z Obwodu Radomsko-Kieleckiego
- order w postaci tarczy z dwoma mieczami – dawny pomysł poległego w maju 1943 Franciszka Bartoszaka ps. „Stefan” zgłoszony przez mjr Mariana Spychalskiego ps. „Marek”
- Order „Krzyż Grunwaldu” – propozycja mjr Grzegorza Korczyńskiego ps. „Korczyński”
- kilka innych propozycji zgłaszanych głównie przez Spychalskiego

Zwyciężył pomysł Korczyńskiego, że odznaczenie ma nawiązywać do walki z teutonizmem i zwycięstwa pod Grunwaldem w 1410 roku. Odznaczenie początkowo nazwane zostało: order „Krzyż Grunwaldu”, a od 1960 ostatecznie przyjęło nazwę: Order Krzyża Grunwaldu. Ustalono, że order ten będzie posiadał trzy klasy i będzie nadawany za czyny bohaterskie w walce zbrojnej z okupantem niemieckim o Wolność i Niepodległość Polski. Pracujący wówczas w Sztabie Głównym Gwardii Ludowej gen. Michał Żymierski ps. „Rola” (późniejszy Naczelny Dowódca Armii Ludowej) odpowiedzialny za prace nad odznaczeniem z góry odrzucił odnowienie orderu Virtuti Militari oraz Krzyża Walecznych (notabene odnowione przez dowództwo 1 Korpusu Polskich Sił Zbrojnych w Związku Radzieckim) z powodu istnienia kapituł w Londynie oraz chęci stworzenia nowego odznaczenia dla nowej Polski, które miało przyjąć formę orderu. Żymierski popierał podział Krzyża Grunwaldu na pięć klas podobnie jak Virtuti Militari (schemat Legii Honorowej) w celu większej możliwości nagradzania partyzantów i konspiratorów. Spotkało się to ze sprzeciwem Jóźwiaka, który uznał to za niepotrzebne zamieszanie ograniczając order do trzech klas.
Pierwszy regulamin orderu z listopada 1943 określił, że zastępczo zamiast odznaki odznaczony będzie otrzymywał dyplom z opisem zasług, za które otrzymał odznaczenie, a jako znak zastępczy tego orderu nadawano wstążki koloru biało-czerwonego o odpowiednich wymiarach dla Orderu „Krzyż Grunwaldu”:
- I klasy – wstążka szerokości 30 mm
- II klasy – wstążka szerokości 20 mm
- III klasy – wstążka szerokości 15 mm.

W regulaminie ustalono, że gwardzista odznaczony Krzyżem Grunwaldu otrzymywał awans do stopnia wojskowego kaprala, a sierżant do stopnia podporucznika.
W dniu 25 grudnia 1943 roku w organie prasowym GL Gwardzista opublikowano rozkaz Dowództwa Głównego Gwardii Ludowej datowany na dzień 1 stycznia 1944 roku, w którym ustanowiono order i jego statut i nadano pierwsze 30 Orderów „Krzyż Grunwaldu”, otrzymali je między innymi: mjr Grzegorz Korczyński, kpt. Władysław Skrzypek, kpt. Andrzej Flis, ppor. Edward Gronczewski.
Rozkazem Dowództwa Głównego Armii Ludowej oraz Krajowej Rady Narodowej, w 1944, Krzyżami Grunwaldu odznaczono 132 ludzi: 123 klasą trzecią rozkazem Dowództwa Głównego, 7 klasą trzecią rozkazem KRN i 2 klasą pierwszą. Trzecią klasą odznaczono także trzy brygady partyzanckie z Obwodu III AL – im. Ziemi Kieleckiej, Ziemi Kieleckiej „Świt” i im. gen. Józefa Bema. W 1944 nie nadano żadnego krzyża klasy drugiej.
Uchwałą Krajowej Rady Narodowej z dnia 20 lutego 1944 oficjalnie ustanowiono order „Krzyż Grunwaldu” jako odznaczenie państwowe oraz ustalono jego tymczasowy statut. W uchwale tej sprecyzowano, że order Krzyża Grunwaldu w poszczególnych klasach nadaje się za:
- I klasy – za zwycięskie przeprowadzenie większych operacji wojskowych, za wybitne i o dużym znaczeniu zasługi przy organizowaniu sił zbrojnych oraz walki podziemnej
- II klasy – za wybitne wyróżnienie się w dowodzeniu oddziałem na polu walki, w dowodzeniu oddziałem partyzanckim i za wybitne zasługi w pracy podziemnej
- III klasy – za osobiste czyny bohaterskie na polu walki lub w pracy podziemnej.

W uchwale określono, że Krzyż Grunwaldu I klasy nadaje Krajowa Rada Narodowa na wniosek Prezydium Krajowej Rady Narodowej lub Dowództwa Głównego Armii Ludowej, a klasy II i III Dowództwo Główne Armii Ludowej na wniosek niższych dowództw. W uchwale utrzymano prawo do awansu na wyższe stopnie; nadal oznaką nadania Krzyża Grunwaldu miała być wstążka koloru biało-czerwonego z tym, że po bokach dodano zielone paski.
W dniu 22 grudnia 1944 roku dekret Polskiego Komitetu Wyzwolenia Narodowego o orderach, odznaczeniach oraz medalach potwierdził „Krzyż Grunwaldu” jako odznaczenie należące do polskiego systemu odznaczeń państwowych, nadawane na warunkach określonych w uchwale KRN. Dekretem tym przyznano odznaczonym Krzyżem Grunwaldu te same przywileje, co kawalerom Orderu Wojennego Virtuti Militari, nadto określono, że każdy odznaczony Krzyżem Grunwaldu, ma prawo do niezwłocznego awansu o jeden stopień. Ustalono też, że Krzyż Grunwaldu klas II i III w okresie wojny może nadawać w imieniu Krajowej Rady Narodowej Naczelny Dowódca Wojska Polskiego (klasy I – jedynie Prezydium KRN). Przy czym, Naczelny Dowódca Wojska Polskiego w grudniu 1944 roku upoważnił dowódców armii do nadawania Krzyża Grunwaldu III klasy szeregowym, podoficerom i oficerom do dowódcy batalionu lub dywizjonu włącznie.
Do końca 1945 nadano 27 Krzyży Grunwaldu I klasy, 61 II klasy i 2593 III klasy.
Po uchwaleniu Małej Konstytucji, prawo do nadawania Krzyża Grunwaldu przeszło na Radę Państwa. Wniosek miał być sporządzany na piśmie z dokładnym opisem czynu, za który miało być przyznane odznaczenie. Order ten został następnie ujęty w ustawie z dnia 17 lutego 1960 o orderach i odznaczeniach, pod nową nazwą Orderu Krzyża Grunwaldu, jako order wojenny, stanowiący nagrodę za wybitne zasługi bojowe lub w dziele utworzenia i rozwoju Sił Zbrojnych Polski Ludowej, bez szczegółowo określonych kryteriów nadawania.
Łącznie w latach 1943–1983 nadano ogółem 5738 Krzyży Grunwaldu i Orderów KG, w tym:
- I klasy – 71
- II klasy – 346
- III klasy – 5321

Order nie był nadawany od 1987. Z dniem 23 grudnia 1992 uznano nadawanie OKG za zakończone, podobnie jak większości innych odznaczeń wojennych nadawanych za dotychczasowe zasługi. Order Krzyża Grunwaldu nie został przyjęty do aktualnego polskiego systemu odznaczeń państwowych.
W 2000 roku część kawalerów Orderu i weteranów powołała Stowarzyszenie Kawalerów Orderu Wojennego Krzyża Grunwaldu mające na celu przywrócenie statusu i miejsca Orderu Krzyża Grunwaldu w polskim systemie odznaczeń oraz przywrócenie obywatelskiej czci należnej kawalerom tego orderu. We władzach tego stowarzyszenia znaleźli się m.in. gen. bryg. Edward Dysko, gen. dyw. Jan Czapla, gen. dyw. Teodor Kufel, prof. Ryszard Nazarewicz, Jan Ptasiński.

## Odznaka
Zaprojektowanie odznaki orderu Dowództwo Gwardii Ludowej powierzyło mjr. Stanisławowi Nowickiemu „Felkowi”, który był naczelnym redaktorem konspiracyjnego organu GL „Gwardzista” i członkiem Sztabu Głównego Gwardii Ludowej. Opracował on wstępny wzór odznaki w formie krzyża z dwoma mieczami – symbolem zwycięstwa nad Krzyżakami w bitwie pod Grunwaldem. W drugiej połowie 1944 roku ostateczną wersję orderu opracował artysta plastyk Mieczysław Berman. Odznaki były początkowo wykonywane w moskiewskiej mennicy w ZSRR, poczynając od marca 1945.
Odznaka ta ma formę równoramiennego krzyża; w klasie I wykonany ze złota o wymiarach 55 × 55 mm, w II i III klasie srebrzone o wymiarach 45 × 45 mm (produkowane po 1960 roku ordery w tych klasach były wykonane ze srebra zgodnie z ustawą z dnia 17 lutego 1960 roku). Ramiona krzyża są obramowane z wyjątkiem rewersu klasy III, w klasach I i II obramowanie jest złote, a w klasie III srebrne. W środku krzyża umieszczono trójboczną tarczę w obramowaniu. Na awersie orderu na tarczy umieszczone są dwa miecze skierowane ostrzami w dół, na rewersie na tarczy jest w trzech wierszach napis 1410 / KG / 1944. Miecze i napisy w klasach I i II są złocone, a w III klasie srebrne.
Wstążka Orderu Krzyża Grunwaldu jest szerokości 35 mm, koloru czerwonego z zielonymi paskami o szerokości 2 mm po bokach i białym paskiem o szerokości 7 mm pośrodku.
Order Krzyża Grunwaldu był czwartym co do starszeństwa polskim odznaczeniem okresu Polski Ludowej. Noszono go na lewej stronie piersi, w kolejności, od prawej:
- Order Krzyża Grunwaldu I klasy – po Orderze Virtuti Militari I klasy,
- Order Krzyża Grunwaldu II klasy – po Orderze Sztandaru Pracy I klasy,
- Order Krzyża Grunwaldu III klasy – po Orderze Sztandaru Pracy II klasy.

Od 1992 noszony jest w kolejności po aktualnych orderach państwowych, a przed pozostałymi odznaczeniami.
| Baretki Orderu Krzyża Grunwaldu | Baretki Orderu Krzyża Grunwaldu | Baretki Orderu Krzyża Grunwaldu |
| ------------------------------- | ------------------------------- | ------------------------------- |
| I Klasa                         | II Klasa                        | III Klasa                       |

| Odznaka Orderu Krzyża Grunwaldu | Odznaka Orderu Krzyża Grunwaldu | Odznaka Orderu Krzyża Grunwaldu |
| ------------------------------- | ------------------------------- | ------------------------------- |
| I Klasa wersja po roku 1952     | II Klasa                        | III Klasa                       |

## Odznaczeni
Łącznie przyznano 5736 Orderów Krzyża Grunwaldu, Stefan Oberleitner podaje liczbę 5481 w latach 1943–1987 w tym:
- Klasa I – 60
  - 48 w latach 1943–1950
  - 4 w latach 1961–1970
  - 7 w latach 1971–1980
  - 1 w latach 1981–1987
- Klasa II – 280
  - 250 w latach 1943–1950
  - 7 w latach 1951–1960
  - 21 w latach 1961–1970
  - 2 w latach 1971–1980
- Klasa III – 5141
  - 4219 w latach 1943–1950
  - 139 w latach 1951–1960
  - 337 w latach 1961–1970
  - 417 w latach 1971–1980
  - 29 w latach 1981–1987

| Pierwsi kawalerowie Orderu Krzyża Grunwaldu (III klasy) z grudnia 1943: - podpułkownik Stefan – Franciszek Bartoszek (Sztab Główny) – pośmiertnie - major Korczyński – Grzegorz Korczyński (Sztab Główny) - kapitan Miszka Tatar – Umer Achmołła Atamanow (Obwód II Lubelski, okręg Janów Lubelski) – pośmiertnie - kapitan Jastrząb – Antoni Paleń (Obwód II Lubelski, okręg Janów Lubelski) – pośmiertnie - kapitan Zygmunt – Zygmunt Duszyński (Obwód I Warszawski, okręg Warszawa Lewa Podmiejska) - kapitan Kruk – Kazimierz Sidor (Obwód II Lubelski, sztab obwodu) - kapitan Grzybowski – Władysław Skrzypek (Obwód II Lubelski, okręg Janów Lubelski) - kapitan Maksym – Andrzej Flis (Obwód II Lubelski, okręg Janów Lubelski) - porucznik Janek – Jan Nalazek (Obwód I Warszawski, okręg Warszawa Prawa Podmiejska) – pośmiertnie - porucznik Dąb – Jan Tuczembski (Obwód III Radomsko-Kielecki, okręg Radom) – pośmiertnie - porucznik Stefan – Jerzy Jodłowski (Obwód I Warszawski, okręg Warszawa Lewa Podmiejska) – pośmiertnie - porucznik Janusz – Janusz Majdański (Obwód I Warszawski, okręg Warszawa Lewa Podmiejska) - porucznik Kuba – Stanisław Gać (Obwód I Warszawski, okręg Warszawa Lewa Podmiejska) - porucznik Franek – Franciszek Woliński (Obwód II Lubelski, okręg Lublin) - porucznik Zenek – Władysław Pietrusiak (Obwód III Radomsko-Kielecki, okręg Radom) - podporucznik Michał – Stanisław Fijałkowski (Obwód I Warszawski, okręg Warszawa Lewa Podmiejska) - podporucznik Błyskawica – Feliks Kozyra (Obwód II Lubelski, okręg Janów Lubelski) - podporucznik Leszczenko – Mikołaj Leszczenko (Obwód II Lubelski, okręg Janów Lubelski) - podporucznik Rysiek – Grigorij Bucharin (Obwód II Lubelski, okręg Janów Lubelski) - podporucznik Przepiórka – Edward Gronczewski (Obwód II Lubelski, okręg Janów Lubelski) - podporucznik Murzyn – Jan Wziętek (Obwód II Lubelski, okręg Janów Lubelski) - podporucznik Góral – Stefan Szymański (Obwód III Radomsko-Kielecki, okręg Radom) - sierżant Marcin – Bogdan Skowroński (Obwód I Warszawski, okręg Warszawa Miasto) - sierżant Śmiały – Zdzisław Lisowski (Obwód I Warszawski, okręg Warszawa Prawa Podmiejska) - sierżant Brzoza – Czesław Borecki (Obwód III Radomsko-Kielecki, okręg Radom) - sierżant Teoch – Teodor Kufel (Obwód V Śląski, okręg Katowice) - kapral Witek – Mieczysław Wencel (Obwód III Radomsko-Kielecki, okręg Radom) - kapral Rysiek – Ryszard Płowaś (Obwód II Lubelski, okręg Janów Lubelski) – najmłodszy z odznaczonych, w chwili nadania Krzyża Grunwaldu miał 16 lat - kapral Sęp – Stanisław Pastucha (sekcja wydzielona im. Westerplatte) - gwardzista lub podporucznik Grysza – Aleksander Ligęza (Obwód II Lubelski, okręg Janów Lubelski) |

| Krzyże Grunwaldu I klasy otrzymali m.in.: - Norbert Barlicki (pośmiertnie) - Zygmunt Berling - Gieorgij Bieriegowoj - Bolesław Bierut - Marian Buczek (pośmiertnie) - Walerij Bykowski - Raúl Castro - Stanisław Dubois (pośmiertnie) - Dwight Eisenhower - Jakow Fiedorienko - Paweł Finder (pośmiertnie) - Małgorzata Fornalska (pośmiertnie) - Jurij Gagarin - Aleksandr Gołowanow - Władysław Gomułka - Mirosław Hermaszewski - Aleksandr Iwanczenkow - Franciszek Jóźwiak - Piotr Klimuk - Iwan Koniew - Irena Kosmowska (pośmiertnie) - Władimir Kowalonok |  | - Alfred Lampe (pośmiertnie) - Jean de Lattre de Tassigny - Mieczysław Niedziałkowski (pośmiertnie) - Marceli Nowotko (pośmiertnie) - Edward Osóbka-Morawski - Iwan Pieriesypkin - Adam Próchnik (pośmiertnie) - Maciej Rataj (pośmiertnie) - Konstanty Rokossowski - Władysław Sikorski (pośmiertnie) - Florian Siwicki - Stefan Starzyński (pośmiertnie) - Ludvík Svoboda - Karol Świerczewski - Walentina Tierieszkowa - Josip Broz Tito - Dmitrij Ustinow - Wanda Wasilewska - Aleksandr Wasilewski - Wincenty Witos (pośmiertnie) - Michaił Worobjow - Nikołaj Woronow - Gieorgij Żukow - Michał Rola-Żymierski |  | Krzyże Grunwaldu II klasy otrzymali m.in.: - płk Stanisław Dąbek (pośmiertnie) - gen. dyw. Bolesław Kieniewicz - gen. broni Władysław Korczyc - gen. dyw. Franciszek Księżarczyk - gen. dyw. Mieczysław Moczar - gen. broni Stanisław Popławski - gen. dyw. Juliusz Rómmel - gen. broni Karol Świerczewski - gen. dyw. Wsiewołod Strażewski - gen. bryg. Mieczysław Wągrowski - gen. dyw. Aleksander Zawadzki - gen. płk Andriej Grieczko - gen. dyw. Bolesław Zarako-Zarakowski - gen. bryg. Jan Pyrski - gen. broni Dmitrij Mostowienko - gen. bryg. Jan Mierzycan - kpt. Aleksander Skotnicki |

Ponadto nadawano Krzyż Grunwaldu także zbiorowościom i tak w latach 1943–1983 nadano takich odznaczeń łącznie 207, w tym I klasy – 8, II klasy – 58 i III klasy – 141. Odznaczono nimi 36 jednostek wojskowych, 2 uczelnie wojskowe, 3 brygady partyzanckie, 1 jednostkę MSW, 3 komendy MO. Miejscowości otrzymywały Krzyż Grunwaldu głównie za pomoc dla partyzantów GL/AL lub organizowanie ruchu oporu.
W 1985 Order Krzyża Grunwaldu II klasy otrzymał Związek Harcerstwa Polskiego, w hołdzie dla bohaterstwa i męstwa harcerzy polskich, w uznaniu szczególnych zasług w walce z niemieckim okupantem.
Jednostki wojskowe, które otrzymały Krzyż Grunwaldu:
- Krzyże Grunwaldu I klasy otrzymały:

1. 1 Armia Wojska Polskiego
2. XIII Brygada Międzynarodowa im. Jarosława Dąbrowskiego

- Krzyż Grunwaldu II klasy otrzymały następujące jednostki wojskowe:

1. 3 Pomorska Dywizja Piechoty
2. 4 Pomorska Dywizja Piechoty,
3. 6 Pomorska Dywizja Piechoty,
4. 7 Łużycka Dywizja Piechoty
5. 9 Drezdeńska Dywizja Piechoty
6. 3 Brandenburska Dywizja Lotnictwa Myśliwskiego
7. 4 Pomorska Mieszana Dywizja Lotnicza
8. 2 Pomorska Brygada Artylerii Haubic
9. 5 Pomorska Brygada Artylerii Ciężkiej
10. 1 Pomorski samodzielny pułk moździerzy
11. 2 Pomorski batalion miotaczy ognia

- Krzyż Grunwaldu III klasy otrzymały następujące jednostki wojskowe:

1. 1 Drezdeński Korpus Pancerny
2. 1 Warszawska Dywizja Piechoty im. Tadeusza Kościuszki
3. 2 Warszawska Dywizja Piechoty im. Henryka Dąbrowskiego
4. 8 Drezdeńska Dywizja Piechoty im. Bartosza Głowackiego
5. 1 Warszawska Dywizja Kawalerii
6. 2 Łużycka Dywizja Artylerii
7. 2 Brandenburska Dywizja Lotnictwa Szturmowego
8. 1 Warszawska Brygada Pancerna im. Bohaterów Westerplatte
9. 1 Warszawska Brygada Saperów
10. 2 Warszawska Brygada Saperów
11. 4 Łużycka Brygada Saperów
12. 13 Warszawski pułk artylerii pancernej
13. 25 Drezdeński pułk artylerii pancernej
14. 6 Pułk Czołgów Ciężkich
15. 8 Drezdeński Pułk Czołgów i Artylerii Pancernej
16. 1 Warszawski Pułk Pontonowo–Mostowy
17. Oficerska Szkoła Piechoty nr 1
18. 1 Brygada AL im. Ziemi Kieleckiej
19. 2 Brygada AL „Świt”
20. 3 Brygada AL im. gen. Józefa Bema

- Ponadto Krzyż Grunwaldu III klasy w 1971 przyznano gazecie Wojska Polskiego „Żołnierz Wolności” (1963)

Miejscowości, które otrzymały Krzyż Grunwaldu:
Krzyż Grunwaldu I klasy otrzymały:
- Warszawa (31 sierpnia 1945)
- Lublin (22 lipca 1954)
- województwo kieleckie (4 maja 1970)
- Ofiary obozów koncentracyjnych: Oświęcim (5 kwietnia 1967) i Majdanek (20 września 1960).
- Poznań (18 grudnia 1978)

Krzyż Grunwaldu II klasy otrzymały:
- Chotcza-Józefów – wieś w powiecie lipskim, województwo mazowieckie (1945)
- Rudka koło Ostrowa – wieś w powiecie lubartowskim, województwo lubelskie (1945)
- Rzeczyca – wieś w powiecie kraśnickim, województwo lubelskie (1945)
- Wólka Bodzechowska – wieś w powiecie opatowskim, województwo świętokrzyskie (1945)
- Ofiary obozu koncentracyjnego Stutthof (1968)
- Lenino – miasto na Białorusi, miejsce bitwy pod Lenino (1968)
- Powiat radomszczański, województwo łódzkie (1969)
- Ostrowiec Świętokrzyski – miasto, województwo świętokrzyskie (1970)
- Rzeczyca Długa – wieś w powiecie tarnobrzeskim, województwo podkarpackie (1972)
- Przewrotne – wieś w powiecie rzeszowskim, województwo podkarpackie (1972)
- Trzebownisko – wieś w powiecie rzeszowskim, województwo podkarpackie (1972)
- Bobrowa – wieś w powiecie dębickim, województwo podkarpackie (1972)
- Brzeźnica – wieś w powiecie dębickim, województwo podkarpackie (1972)
- Jabłonica – wieś w powiecie jasielskim, województwo podkarpackie (1972)
- Kępie – wieś w powiecie miechowskim, województwo małopolskie (1972)
- Babimost – miasto w powiecie zielonogórskim, województwo lubuskie (1973)
- Dąbrówka Wielkopolska – wieś w powiecie świebodzińskim, województwo lubuskie (1973)
- Dukla – miasto, województwo podkarpackie (1977)
- Hrubieszów – miasto, województwo lubelskie (9 maja 1977)
- Piszczac – województwo lubelskie (9 maja 1979)
- Złota – wieś w powiecie pińczowskim, województwo świętokrzyskie (12 maja 1985)
- Jamna – wieś w powiecie tarnowskim, województwo małopolskie (28 września 1985)
- Hel – miasto, województwo pomorskie (8 maja 1979)

Ponadto Krzyż Grunwaldu II klasy w 1971 przyznano Dzieciom-Ofiarom hitlerowskiego ludobójstwa z obozu przy ul. Przemysłowej w Łodzi.
Krzyż Grunwaldu III klasy otrzymały:

1946:
- Anielpol – wieś w powiecie krasnostawskim, województwo lubelskie (1946)[21]
- Antoniówka – wieś w powiecie krasnostawskim, województwo lubelskie (1946)
- Barłogi – wieś w powiecie puławskim, województwo lubelskie (1946)
- Bobrowe – wieś w powiecie krasnostawskim, województwo lubelskie (1946)
- Bójki – wieś w powiecie włodawskim, województwo lubelskie (1946)
- Bydgoszcz – miasto wojewódzkie, województwo kujawsko-pomorskie (1946)[22]
- Chłaniów – wieś w powiecie krasnostawskim, województwo lubelskie (1946)
- Grabówka – wieś w powiecie kraśnickim, województwo lubelskie (1946)
- Grudziądz – miasto, województwo kujawsko-pomorskie (1946)[23]
- Huta Turobińska – wieś w powiecie krasnostawskim, województwo lubelskie (1946)
- Jamy – wieś w powiecie lubartowskim, województwo lubelskie (1946)
- Karpiówka – wieś w powiecie kraśnickim, województwo lubelskie (1946)
- Lublin (1946)
- Ludmiłówka – wieś w powiecie kraśnickim, województwo lubelskie (1946)
- Nowy Sącz – miasto, województwo małopolskie (1946)[24]
- Olchowiec – wieś w powiecie krasnostawskim, województwo lubelskie (1946)
- Olesin – wieś w powiecie krasnostawskim, województwo lubelskie (1946)
- Olszanka – wieś w powiecie krasnostawskim, województwo lubelskie (1946)
- Ostrów Lubelski – miasto w powiecie lubartowskim, województwo lubelskie (1946)
- Pogonów – wieś w powiecie puławskim, województwo lubelskie (1946)
- Rachodoszcze – wieś w powiecie zamojskim, województwo lubelskie (1946)
- Gromada Rudnik – wieś w powiecie myślenickim, województwo małopolskie (1946)
- Siedliska – wieś w powiecie zamojskim, województwo lubelskie (1946)
- Świeciechów – wieś w powiecie kraśnickim, województwo lubelskie (1946)
- Wysoka – wieś w powiecie suskim, województwo małopolskie (1946)
- Zalesie – wieś w powiecie krasnostawskim, województwo lubelskie (1946)
- Zamość – miasto, województwo lubelskie (1946)
- Gromada Zawadka – wieś w powiecie myślenickim, województwo małopolskie (1946)

Dalsze lata:

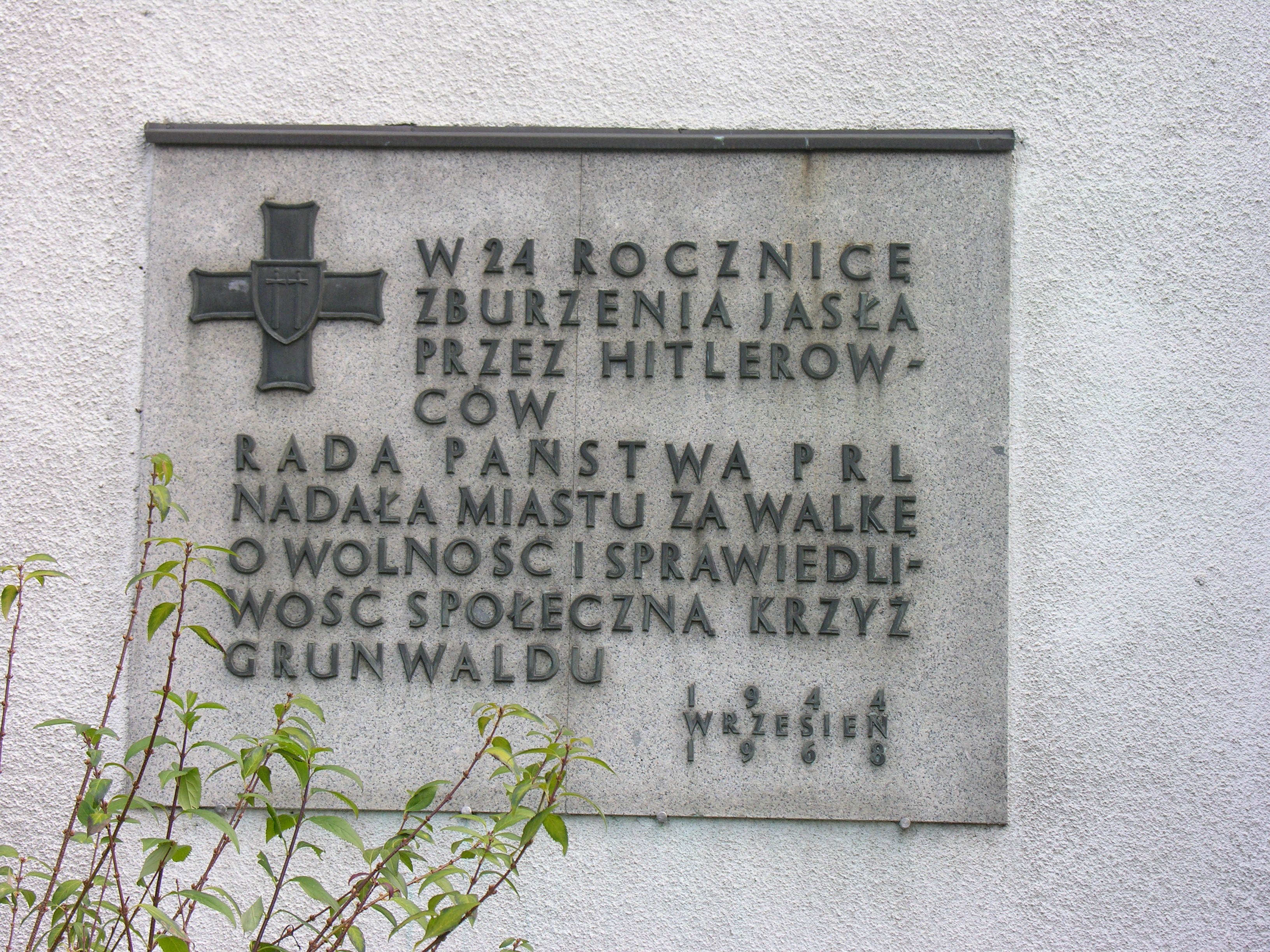
Tablica upamiętniająca odznaczenie Jasła Orderem Krzyża Grunwaldu w 1968

- Gdynia – miasto, województwo pomorskie (1947)
- Brzeszcze – miasto w powiecie oświęcimskim, województwo małopolskie (1967)
- Jasło – miasto, województwo podkarpackie (1968)
- Kampinos – wieś w powiecie warszawskim zachodnim, województwo mazowieckie (1968)
- Kłecko – miasto w powiecie gnieźnieńskim, województwo wielkopolskie (1968)
- Zaboreczno – wieś w powiecie tomaszowskim, województwo lubelskie (1968)
- Skalbmierz – miasto w powiecie kazimierskim, województwo świętokrzyskie (1969)
- Szymankowo – wieś w powiecie malborskim, województwo pomorskie (1969)
- Łapanów – wieś w powiecie bocheńskim, województwo małopolskie (1970)
- Białobrzegi – wieś w powiecie łańcuckim, województwo podkarpackie (1972)
- Grudna Kępska – wieś w powiecie gorlickim, województwo małopolskie (1972)
- Hucisko – wieś w powiecie rzeszowskim, województwo podkarpackie (1972)
- Jarocin – wieś w powiecie niżańskim, województwo podkarpackie (1972)
- Majdan Sieniawski – wieś w powiecie przeworskim, województwo podkarpackie (1972)
- Skrzyszów – wieś w powiecie ropczyckim, województwo podkarpackie (1972)
- Wójtowa – wieś w powiecie gorlickim, województwo małopolskie (1972)
- Lipsk – miasto w powiecie augustowskim, województwo podlaskie (1973)
- Ochotnica – wieś w powiecie nowotarskim, województwo małopolskie (1973)
- Rajsk – wieś w powiecie bialskim, województwo podlaskie (1973)
- Bircza – wieś w powiecie przemyskim, województwo podkarpackie (1976)
- Skłoby – wieś w powiecie szydłowieckim, województwo mazowieckie (1977)
- Gródek – wieś w powiecie białostockim (9 maja 1977)
- Michniów – wieś w powiecie skarżyskim, województwo świętokrzyskie (22 lipca 1977)
- Kaliłów – wieś w powiecie bialskim, województwo lubelskie (1978)
- Mogilno – miasto powiatowe, województwo kujawsko-pomorskie (12 maja 1985)
- powiat konecki – województwo świętokrzyskie (1970)
- Suchedniów – miasto w powiecie skarżyskim, województwo świętokrzyskie (9 czerwca 1985)
- Truskaw – wieś w powiecie warszawskim zachodnim, województwo mazowieckie (1985)
- Września – miasto powiatowe, województwo wielkopolskie (25 września 1985)